# 奧倫坦吉冰川
86°0′S 127°20′W / 86.000°S 127.333°W
奧倫坦吉冰川（英語：Olentangy Glacier）是南極洲的冰川，位於瑪麗伯德地，流經霍利克山脈的威斯康辛山脈，美國地質調查局根據測量和該國海軍的空中照片繪入地圖，現時由南極條約體系管理。